# Horst Rehberger

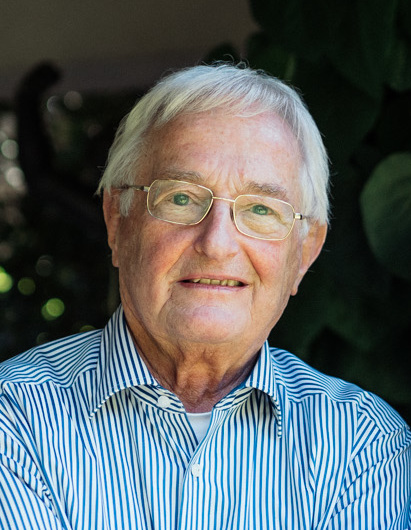
Horst Rehberger, 2019

Horst Rehberger (* 10. Oktober 1938 in Karlsruhe) ist ein deutscher Jurist und Politiker (FDP).

## Leben

### Ausbildung und Beruf
Als Sohn eines Reichsbahnrats wuchs Rehberger in Mülheim an der Ruhr auf, wo er ab 1945 die Volksschule und das altsprachliche Gymnasium besuchte. Zwischenzeitlich war er Schüler des staatlichen Gymnasiums in Speyer, 1958 legte er das Abitur am Bismarck-Gymnasium Karlsruhe ab. Von 1958 bis 1963 studierte er Rechtswissenschaften und Politische Wissenschaften in Heidelberg und Berlin. Anschließend wurde er mit einer mit dem Prädikat magna cum laude bewerteten Arbeit zum Thema „Die Gleichschaltung des Landes Baden 1932/33“ an der Ruprecht-Karls-Universität Heidelberg zum Doktor der Rechte promoviert. Von 1967 bis 1970 war er als Rechtsanwalt in Karlsruhe tätig. Später war er stellvertretender Richter am Verfassungsgerichtshof des Saarlandes und arbeitete zuletzt wieder als Rechtsanwalt in Saarbrücken und Magdeburg.

### Politische Karriere

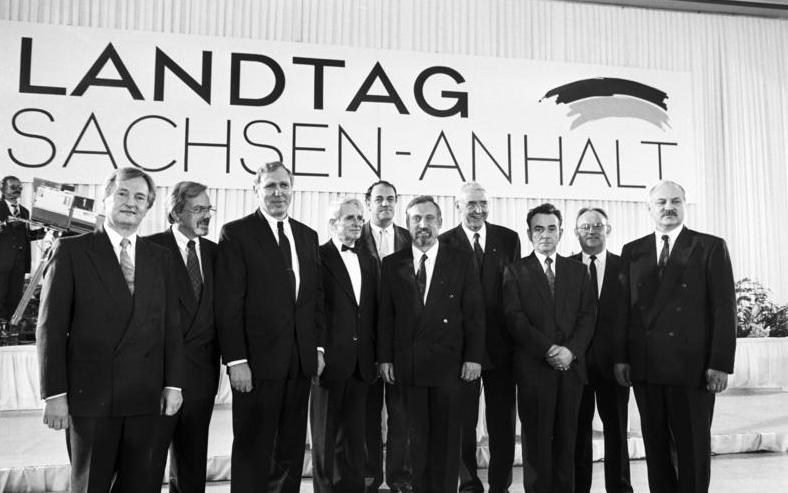
Horst Rehberger (ganz links, 1990)

Rehberger schloss sich 1957 den Deutschen Jungdemokraten an und trat 1959 in die FDP ein. Er wurde 1970 zum hauptamtlichen Bürgermeister der Stadt Karlsruhe gewählt und 1978 wiedergewählt. In dieser Zeit förderte er maßgeblich als verantwortlicher Fachbürgermeister die Entwicklung der Stadtbahn Karlsruhe zum Karlsruher Modell. Zwischen 1984 und 1985 war er Saarländischer Minister für Wirtschaft, Verkehr und Landwirtschaft im Kabinett Zeyer II. Von 1984 bis 1990 war er Landesvorsitzender der FDP Saarland. Von 1985 bis 1990 war er Landtagsabgeordneter im Saarland und dort Vorsitzender der FDP/DPS-Landtagsfraktion. 1990 wurde er Sachsen-anhaltischer Minister für Wirtschaft und Technologie; dieses Amt musste er im Zuge der „Gehälteraffäre“ 1993 an Rainhard Lukowitz (FDP) abgeben.
Zwischen 16. Mai 2002 und 23. April 2006 war Rehberger wiederum Sachsen-anhaltischer Minister für Wirtschaft und Arbeit und ab dem 18. Juni 2002 auch Stellvertreter des Ministerpräsidenten im Kabinett Böhmer I. Den Schwerpunkt seiner Arbeit legte er hier auf die Ansiedlung neuer Unternehmen vor allem im Bereich der Gentechnik, der chemischen Industrie und der Solarenergie (z. B. Q-Cells). Daneben engagierte er sich für den Ausbau des Tourismus, u. a. mit der Einrichtung der Straße der Romanik oder bei der Wiedereröffnung der Brockenbahn.
Von 1997 bis 2016 war er Mitglied des Kuratoriums der Friedrich-Naumann-Stiftung. Seit 2006 ist Rehberger Ehrenvorsitzender des FDP Landesverbandes Sachsen-Anhalt.
Außerdem ist Rehberger Mitglied in verschiedenen kulturellen, wirtschaftsnahen und sozialen Institutionen und Organisationen: Unter anderem fungiert er als Vorsitzender des Vereins Forum Grüne Vernunft, der Fürsprecher und Initiativen der Grünen Gentechnik unterstützt.
Im Oktober 2019 plädierte Rehberger für eine engere Zusammenarbeit mit der AfD, bis hin zu einer Regierungskoalition auf Landesebene. Er forderte, „die Zeiten, in denen die AfD nur ausgegrenzt und denunziert worden ist, müssen zu Ende sein.“ Eine zukünftige Koalition mit der AfD halte er „für möglich, wenn bei Sachthemen Übereinkunft erzielt werden kann.“

## Publikationen
- Die Gleichschaltung des Landes Baden 1932/1933. C. Winter Universitätsverlag, Heidelberg 1966, DNB 362116490 (Dissertation).
- Unterwegs – Politische Wege eines Liberalen. Lindemanns Bibliothek, Karlsruhe 2009, ISBN 978-3-88190-531-2.